# Lac de Ghirla
Le lac de Ghirla (en italien : Lago di Ghirla) est un lac de Lombardie, en Italie.
Son affluent principal est le torrent Margorabbia dont les eaux proviennent du lac de Ganna.
Il est équipé d'une plage balnéaire, d'un camping et d'un manège pour les excursions à cheval.